# والاس ماكوتشون سينيور
والاس ماكوتشون سينيور (بالإنجليزية: Wallace McCutcheon, Sr.)‏ هو مصور سينمائي ومخرج أمريكي، ولد في 1858 في نيويورك في الولايات المتحدة، وتوفي في 1 فبراير 1928 في بروكلين في الولايات المتحدة.

## وصلات خارجية
- والاس ماكوتشون سينيور على موقع IMDb (الإنجليزية)
- والاس ماكوتشون سينيور على موقع ألو سيني (الفرنسية)
- والاس ماكوتشون سينيور على موقع أول موفي (الإنجليزية)
- والاس ماكوتشون سينيور على موقع قاعدة بيانات الأفلام السويدية (السويدية)
- والاس ماكوتشون سينيور على موقع قاعدة بيانات الفيلم (الإنجليزية)
- والاس ماكوتشون سينيور على موقع كينوبويسك (الروسية)